# Ceratomontia brasiliana
Ceratomontia brasiliana is een hooiwagen uit de familie Triaenonychidae.